# Јадран (брод)
Школски брод Јадран је тренажни једрењак типа баркантин, који је поринут 1931. у Хамбургу за потребе Југословенске краљевске ратне морнарице. Данас се налази у поседу Морнарице Војске Црне Горе.
Због свог историјског значаја и начина финансирања, власништво над бродом је предмет спора између Хрватске и Црне Горе након распада СФРЈ. У децембру 2021. године, две земље су се сложиле да формирају међувладину комисију за решавање његовог будућег статуса.

## Историја

### Идеја и изградња
Стварањем Краљевине СХС и њене Краљевске морнарице 1918. године, јавила се потреба за школским бродом. Поморска официрска школа основана је у Дубровнику 1922. године, а прва Поморска војна академија у Гружу 1. октобра 1923. За практичну обуку користили су се старији бродови попут минополагача „Орао” или миноловца „Д-2”.
Идеја о набавци наменског школског брода формално је зачета у јуну 1926. на састанку југословенског поморског удружења „Јадранска стража“. Ово патриотско удружење, основано 1922. у Сплиту са Јурајем Бианкинијем као доживотним председником, покренуло је акцију прикупљања средстава за куповину брода као поклона морнарици.
Највећи део средстава (86%) обезбеђен је из буџета Краљевине Југославије, на име ратних репарација које је Немачка дуговала Краљевини Србији за штету у Првом светском рату. Преосталих 14% прикупила је "Јадранска стража" кроз добровољне прилоге својих, у зениту, око 180.000 чланова. Значајне донације дали су обласни одбори из Сарајева, Петровграда (Зрењанина), Београда, Новог Сада, Скопља, Карловца, Марибора, као и Приштине (која је дала више новца од Сплита). Велику донацију је приложио и краљ Александар I Карађорђевић. Укупна цена брода износила је 8.407.030 динара (тадашњих 622.743 рајхсмарака).
Уговор за градњу склопљен је 4. септембра 1930. године са немачким бродоградилиштем "H. C. Stülcken Sohn" у Хамбургу. Брод је пројектовао инжењер бродоградње Јосип Шкарица. Једрењак, назван "Јадран", поринут је у море 25. јуна 1931. године, а кума је била супруга команданта Краљевске морнарице, контраадмирала Николе Станковића.

### Служба у Краљевини Југославији (1933–1941)
Након решавања спора са бродоградилиштем око исплате (који је настао и због доласка Адолфа Хитлера на власт и мораторијума на исплату репарација), "Јадран" је испловио из Хамбурга 27. јуна 1933. и свечано упловио у луку Тиват 16. јула исте године у 10:00 часова. У флотни састав Краљевске морнарице уписан је 19. августа 1933. Централна свечаност примопредаје одржана је у Сплиту 6. септембра, на рођендан престолонаследника Петра II. Свечаност, која је трајала три дана и попримила размере карневала, обележена је и надлетањем хидроавиона из Дивуља, а брод су благословили римокатолички и православни свештеник. Том приликом, подмладак "Јадранске страже" поклонио је броду заставу, којој је кумовала краљица Марија Карађорђевић.
До почетка Другог светског рата, "Јадран" је обавио седам школских крстарења са кадетима Поморске војне академије и Стручне подофицирске школе. Пловио је по Средоземном, Црном и Атлантском океану. Нека од најзначајнијих путовања укључују:
- Прво путовање преко Атлантика: Дубровник - Оран - Сао Винсент - Мадеира - Кадиз - Ајачо - Пиреј - Дубровник (7.525 миља).
- Друго и најдуже путовање (1938): Дубровник - Малта - Гибралтар - Мадеира - Бермуда - Њујорк - Бостон - Азори - Гибралтар - Тунис - Дубровник (11.262 миље).
- Последње предратно путовање (1939): Посета пољској луци Гдиња.[2]

### Други светски рат
Инвазију сила Осовине априла 1941. године, брод је дочекао у Боки которској, у Ђеновићима. Према мобилизацијском плану, део посаде је прекомандован, а брод је коришћен за превоз јединица преко залива и у неколико наврата је отварао ватру на непријатељске авионе. Након слома фронта, остатак посаде је, након што је онеспособио брод, напустио "Јадран" 17. априла.
Брод су заплениле италијанске снаге, које су га користиле као школски брод под именом "Марко Поло" (итал. Marco Polo). Након капитулације Италије 1943. године, брод су у Венецији преузели Немци. До краја рата, опљачкан, запуштен и без јарбола, његов труп је служио као мост на једном од венецијанских канала.

### Југословенска ратна морнарица
Након завршетка рата, југословенска влада је лоцирала брод у Венецији. Године 1946, "Јадран" је дотегљен у Морнаричко-технички ремонтни завод “Сава Ковачевић” у Тивту, где је до 1949. године вршен његов темељни ремонт и обнова.
Поново је уврштен у састав флоте, овог пута Југословенске ратне морнарице (ЈРМ). Током службе у ЈРМ, наставио је своју мисију обуке, али је обавио само пет међународних школских крстарења, јер је примат у протоколарним путовањима тада имао ш/б "Галеб". Након распада СФРЈ, брод је остао у Црној Гори. Значајнија међународна путовања у том периоду укључују крстарење до Грчке 1997. и до Лисабона 1998. године.
Од 16. децембра 2013. до 2. фебруара 2017. године, у Јадранском бродоградилишту Бијела обављен је генерални ремонт брода, који је коштао око 1,7 милиона евра.

## Карактеристике брода
Школски брод „Јадран“ је једрењак типа баркантин. Челична конструкција спајана је технологијом заковица и брод има три палубе.
- Димензије: Дужина 60–64 m, ширина 8,9 m, газ 4,05 m.[3][2]
- Јарболи и једра: Има три јарбола, од којих је главни (велејарбол) висок 39,1 m. Укупна површина 12 једара је 933 m². Укупна дужина свих конопа је око 11 km.[3]
- Депласман: 761 тона.[3]
- Погон: Главни мотор је „Caterpillar C18“, који омогућава брзину до 14 чворова. Под једрима, уз повољан ветар и увежбану посаду, брод може достићи брзину до 15,8 чворова.[3]
- Аутономија: Са залихама од 32 тоне воде и 24,5 тона горива, брод може да плови 15 дана без пристајања.[3]
- Посада и капацитет: Сталну посаду чини 12 официра, 36 подофицира и 108 морнара.

До данас, брод је превалио преко 400.000 наутичких миља.